# Alice Field
Alice Fille dite Alice Field, née le 6 septembre 1903 à Alger (Algérie française) et morte le 29 septembre 1969 à Paris (VIIe), est une actrice française.

## Biographie
Elle est dans le rôle de Sitha, la maharanee dans Le Tigre du Bengale.
Elle est décédée du cancer.

## Filmographie

### Cinéma
- 1921 : Visages voilés, âmes closes d'Henry Roussel : La seconde épouse de Hadji
- 1921 : Villa Destin de Marcel L'Herbier
- 1930 : Atlantis d'Ewald André Dupont et Jean Kemm : Mme Lambert
- 1930 : La Maison de la flèche d'Henri Fescourt : Ann Hupcoot
- 1930 : Monsieur le duc de Jean de Limur
- 1931 : Le Refuge de Léon Mathot : Vanina
- 1932 : Vous serez ma femme de Serge de Poligny : Alice Ménard
- 1932 : Le Coffret de laque de Jean Kemm
- 1933 : La Femme nue de Jean-Paul Paulin : La princesse de Chabran
- 1933 : Théodore et Cie de Pierre Colombier : Gaby / Adrienne
- 1933 : Les Ailes brisées  d'André Berthomieu : Jacqueline
- 1933 : Cette vieille canaille d'Anatole Litvak : Hélène
- 1934 : La Reine de Biarritz de Jean Toulout
- 1934 : La Cinquième Empreinte de Karl Anton : Florence Forestier
- 1935 : Un soir de bombe de Maurice Cammage : Hélène
- 1935 : La Rosière des halles de Jean de Limur : Renée Dunois
- 1935 : Le Vertige de Paul Schiller : Natacha Mikailovna
- 1936 : L'Assaut de Pierre-Jean Ducis : Renée de Rould
- 1936 : La Dame de Vittel de Roger Goupillières : Henriette Bourselet
- 1937 : Le Tombeau hindou de Richard Eichberg : Sitha, la maharanee
- 1937 : Police mondaine de Michel Bernheim et Christian Chamborant : Sylvia
- 1937 : Neuf de trèfle de Lucien Mayrargue : Micheline Doulin
- 1937 : L'amour veille d'Henry Roussel : Lucienne
- 1938 : Le Tigre du Bengale de Richard Eichberg : Sitha, la maharanee
- 1939 : Campement 13 de Jacques Constant : Greta
- 1940 : Finance noire de Félix Gandéra : Anne
- 1942 : La Loi du printemps de Jacques Daniel-Norman : Hélène
- 1947 : Hyménée d'Émile Couzinet : Juliette
- 1949 : Un certain monsieur d'Yves Ciampi : Mme Léonard
- 1950 : Au p'tit zouave de Gilles Grangier : Mme Billot, la patronne du café restaurant
- 1951 : Anatole chéri de Claude Heymann : Caroline
- 1965 : Moi et les hommes de quarante ans de Jack Pinoteau : Mme de Trévise
- 1965 : Pleins feux sur Stanislas de Jean-Charles Dudrumet : la gouvernante de monsieur Rameau
- 1965 : Une garce inconsciente (Un amore) de Gianni Vernuccio
- 1966 : Le Dix-septième ciel de Serge Korber
- 1966 : La Grande Vadrouille de Gérard Oury : La prostituée (non créditée)
- 1967 : Playtime de Jacques Tati : Cliente du Royal Garden

## Théâtre
- 1923 : L'École des cocottes de Paul Armont et Marcel Gerbidon, Théâtre du Palais-Royal
- 1932 : Signor Bracoli de Jacques Deval, mise en scène Lucien Rozenberg, Théâtre des Nouveautés
- 1932 : Trois et une de Denys Amiel, mise en scène Jacques Baumer, Théâtre Saint-Georges
- 1935 : Les Fontaines lumineuses de Georges Berr et Louis Verneuil, Théâtre des Variétés
- 1941 : Le Maître de forges de Georges Ohnet, mise en scène Robert Ancelin, Théâtre de la Porte-Saint-Martin
- 1942 : Les Pirates de Paris de Michel Daxiat, Théâtre de l'Ambigu
- 1960 : Tovaritch de et mise en scène Jacques Deval, Théâtre de Paris
- 1964 : Le Singe velu d'Eugène O'Neill, mise en scène Hubert Gignoux, Centre dramatique de l'Est
- 1966 : Au théâtre ce soir : Le Père de Mademoiselle de Roger-Ferdinand, mise en scène Fernand Ledoux, réalisation Georges Folgoas, Théâtre Marigny
- 1967 : Tango de Sławomir Mrożek, mise en scène Laurent Terzieff, Théâtre de Lutèce
- 1969 : Au théâtre ce soir : Un ami imprévu de Robert Thomas d’après Agatha Christie, mise en scène Roland Piétri, réalisation Pierre Sabbagh, Théâtre Marigny